# Leptoptilos javanicus
Il marabù minore, Leptoptilos javanicus, è un grosso uccello trampoliere della famiglia delle cicogne, i Ciconiidi. È una specie stanziale largamente diffusa in Asia meridionale, dall'India fino alla Cina meridionale e a Giava.
È un uccello imponente: è alto generalmente 110–120 cm, pesa circa 5 kg ed ha un'apertura alare di 210 cm. Malgrado tutto, è il membro più piccolo del genere Leptoptilos. Il dorso e le ali sono neri, ma il ventre e le regioni inferiori sono bianchi. La testa e il collo sono glabri come quelli di un avvoltoio. Il becco, di colore pallido, è lungo e robusto. I giovani sono una versione meno variopinta degli adulti.
La maggior parte delle cicogne vola con il collo disteso in avanti, ma le tre specie di Leptoptilos, quando sono in volo, ritraggono il collo come un airone.
Il marabù minore nidifica nelle aree umide delle pianure tropicali. Edifica sugli alberi un nido di ramoscelli e spesso forma piccole colonie.
Il marabù minore, come la maggior parte dei suoi affini, si nutre soprattutto di rane e di grossi insetti, ma anche di giovani uccelli, lucertole e roditori. Mangia anche carogne, come indicano la testa e il collo glabri.